# Polideportivo Ciudad de Mercedes
Das Polideportivo Ciudad de Mercedes ist eine Motorsportanlage 5 km westlich der Stadt Mercedes in Uruguay, in unmittelbarer Nachbarschaft zum Flugplatz der Stadt. Die Rennstrecke ist aktuell Austragungsort der nationalen Rundstrecken-Meisterschaften Uruguays.

## Geschichte
Die Strecke wurde 2010 neu errichtet. Sie besitzt keine Boxenanlage, sondern lediglich ein offenes Fahrerlager neben der Boxengasse. Im Herbst 2022 wurde unmittelbar nördlich eine Auto- und Motocrossstrecke angelegt die als Ersatz für den 2020 geschlossenen Autocrosskurs Circuito SADAM, circa 3 km südlich von Mercedes, angelegt wurde. Die Strecke wurde im März 2023 neu asphaltiert.

## Veranstaltungen
2024 übernahm die Strecke die Ausrichtung der zweiten uruguayischen Runde der TCR South America vom Autódromo Eduardo Prudêncio Cabrera. Daneben starten dort Serien wie: 
- Supertourismo Uruguay
- Fórmula 4 Uruguaya

## Sonstiges
Die Strecke kann durch mehrere Kurzanbindungen, Querspangen und Schikanen in etwa ein Dutzend verschiedene Streckenvarianten konfiguriert werden.